# Hotel Emirates Palace
Hotel Emirates Palace (ang. Emirates Palace Hotel) – od 2005 roku najbardziej luksusowy hotel na świecie, znajdujący się w stolicy Zjednoczonych Emiratów Arabskich, w Abu Zabi. Koszt budowy wyniósł ponad 3 miliardy USD. Zarządza nim niemiecka sieć hotelowa Kempinski. Zalicza się też do największych hoteli świata. Poprzednio tytuł najbardziej luksusowego hotelu świata nosił hotel Burj Al Arab w Dubaju.
Hotel uważany jest za jedno z najbardziej dochodowych przedsiębiorstw Zjednoczonych Emiratów Arabskich – po wydobyciu ropy naftowej.
Budowę hotelu rozpoczęto w grudniu 2001 r. Hotel przyjął pierwszych gości w lutym 2005 r. Ze względu na luksusowe wnętrza obiektu, uznano, że nie wypada nazywać go hotelem. Stąd w powszechnym użyciu jest określenie pałac.

## Wyposażenie i obsługa

Dziedziniec hotelu.

Hotel stosuje własną klasyfikacje gości, oznaczając ich „koralowymi”, „perłowymi” i „diamentowymi”. Każdy gość otrzymuje do swej dyspozycji osobistych kamerdynerów na cały czas pobytu. Pracują oni na zmiany, aby przez okrągłą dobę gość był otoczony osobistą opieką, m.in. przy ubieraniu i zarządzaniu posiadanymi bagażami.
Hotel obsługuje gości wizyt państwowych, konferencje międzynarodowe i najbogatszych gości świata.
Hotel dysponuje 302 pokojami „najbardziej luksusowego luksusu” („deluxe luxury room”) oraz 92 apartamentami. Hotel zatrudnia ok. 2000 pracowników, znających 50 języków świata. Na terenie hotelu znajduje się 17 sklepów międzynarodowych luksusowych sieci handlowych.

## Architektura
Obiekt zaprojektowała firma Wimberly Allison Tong and Goo (WATG). 
Wystrój obiektu korzysta z tradycyjnych, arabskich motywów pałacowych, takich jak wielka kopuła centralna i 114 kopuł obocznych, tworzących dach całego pałacu. Kolor elewacji wypełnia paletę wszystkich odcieni piasku, jakie znaleziono na arabskich pustyniach. Kopuła osłaniająca atrium ma średnicę 42 metrów. Pokryta jest mozaikami z czystego srebra i złota.
Nad salą balową, która może pomieścić jednocześnie 2800 uczestników przyjęcia, unosi się kopuła o szerokości 17 metrów. Pozostałe kopuły mają od 3 do 12 metrów szerokości. Wokół hotelu rozciąga się park o powierzchni 1 km², urządzony na styl różnych ogrodów i plaż nadmorskich.

## Galeria

Hotel Emirates Palace
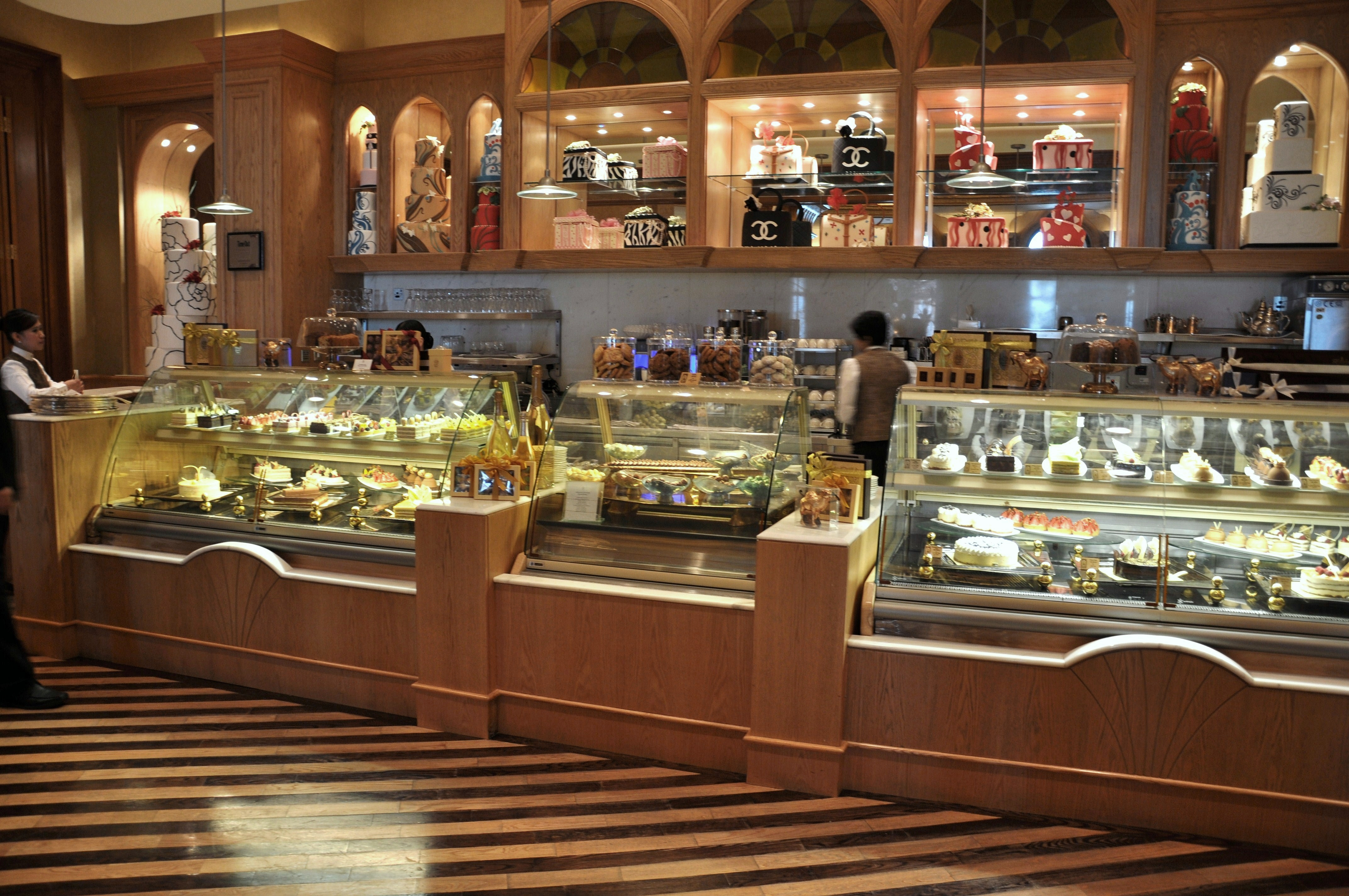
Wybór dań
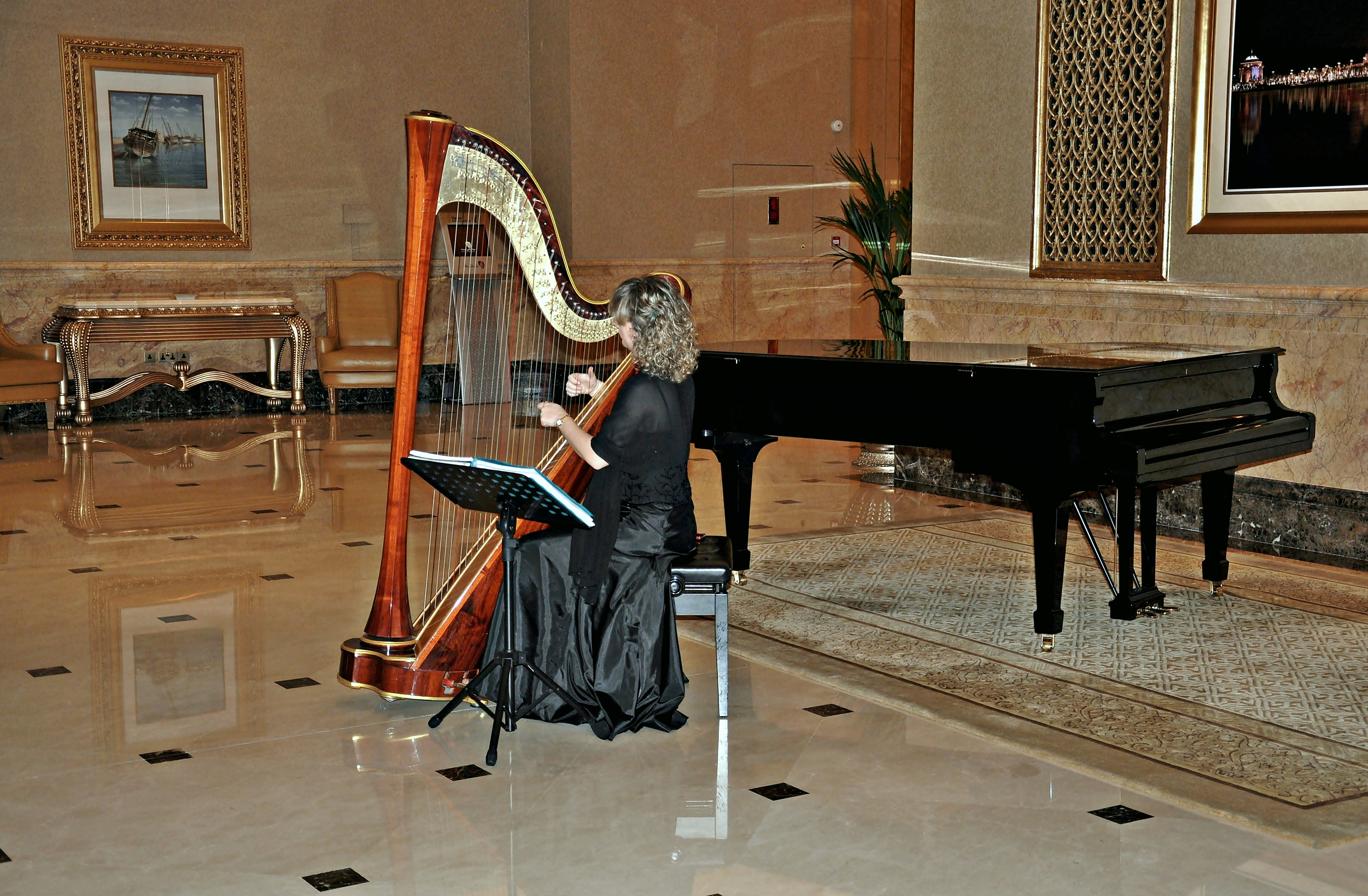
W trakcie koncertu
Interior
Hotel na tle Etihad Towers
Basen
Park wodny
Pagoda hotelowa
Widok nocą
W nocy na tle okolicznych wieżowców
Park pałacowy nocą

## Historia powstania hotelu

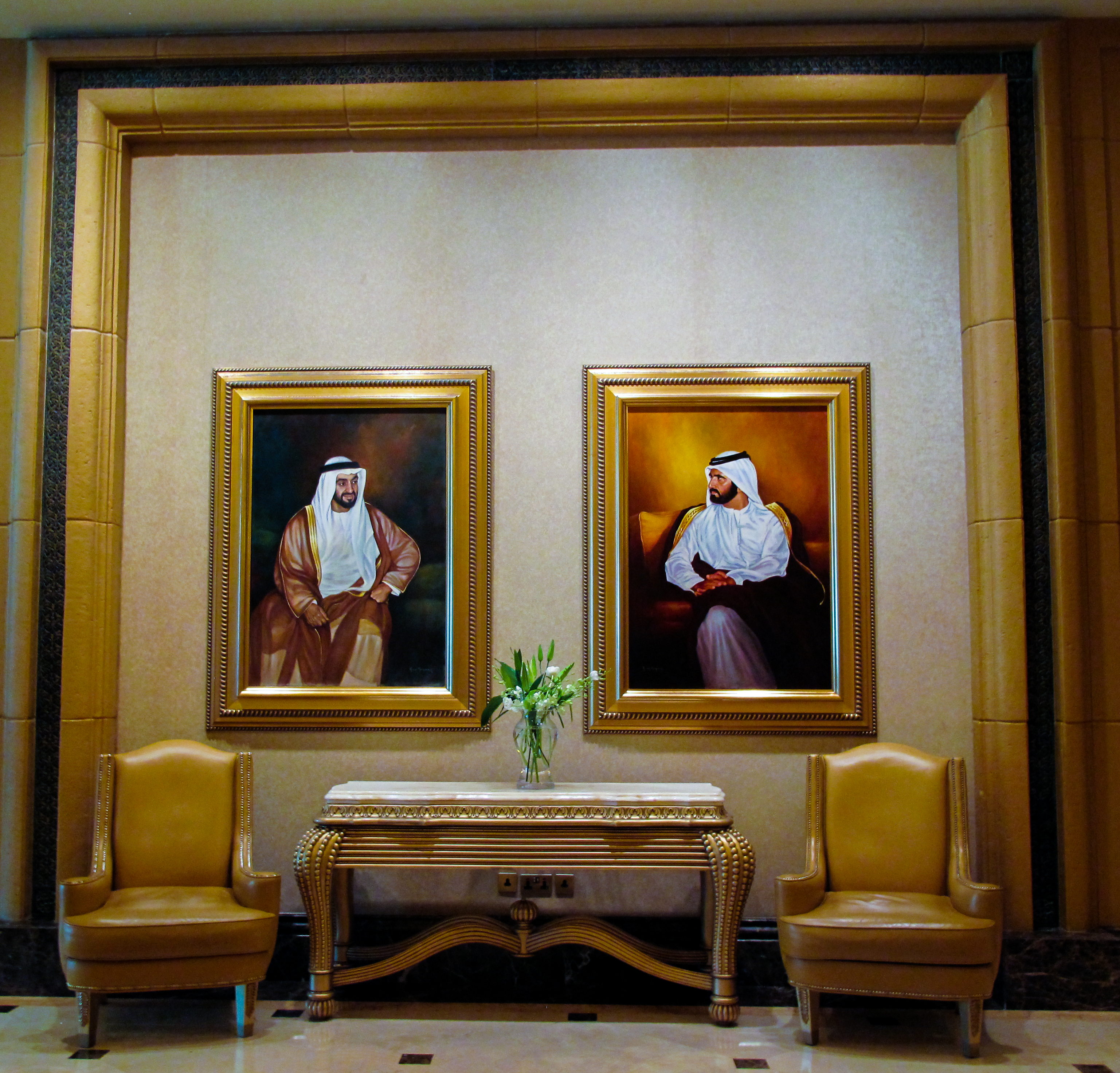
Lobby z portretami książąt.

Każdego roku w grudniu odbywają się spotkania szefów państw i szejkanatów wchodzących w skład Zjednoczonych Emiratów Arabskich. Co roku odbywają się one w innym państwie lub szejkanacie.
Rodzina królewska szejkanatu Abu Zabi chciała z tej okazji urządzić takie spotkanie w swoim nowym, pełnym przepychu pałacu. Jednak źle oceniono możliwości budowniczych i pałac nie został zbudowany na czas.
Aby uniknąć kompromitacji, ogłoszono, że pałac w rzeczywistości jest hotelem, a nie jedną z posiadłości szejków.